# 台北市政府捷運工程局
台北市政府捷運工程局（たいほくしせいふしょううんこうていきょく、略称台北市捷運局または北捷工程局は台北市政府が設置した地方行政機関。現地報道で頻出する「台北捷運局」は台北捷運公司ではなく本局のことを指す。
台北捷運の路線網のうち、台北市内の部分についての建設を担当する。日本の多くの公営地下鉄のように、建設局に相当する本局が建設、交通局に相当する台北捷運公司が運営を担当している（ただし台北市政府交通局は市内バス交通の台北市聯営公車の監督が業務で捷運は直接は無関係である）。台北捷運については今後の建設・計画中の区間の多くが新北市域を占めるため、インフラの計画・予算執行、施工監督は新北市政府捷運工程局が担当している。
また、捷運網の建設、運営のノウハウを国内で最も蓄積していることから、中央政府が担当していた新北市、桃園市、台中市などの路線計画策定や施工監督業務を一部委託されている。

## 沿革
- 1987年2月23日 - 台北市政府の局として設立。
- 2005年 - 桃園機場捷運の台北市内区間について、市が当初の高架ではなく景観問題を理由に地下化を主張し、高くなった事業費の差額を市が負担することを条件に三重駅以東台北車站までを本局が所管することになった[1]。
- 2007年 - 台北捷運松山線および桃園機場捷運の工事に伴い、北門駅予定地上にあった総督府鉄道部台北工場の史蹟を解体することなく東南に約30メートル移動させた[2][3]。
- 2008年11月15日 - 台中捷運烏日文心北屯線の施工事業体として本局が入札、監督業務を代行することを交通部、台中市、台北市が合意[4]。
- 2017年2月23日 - 設立30周年を迎え、技術者の育成を図るため国立台湾科技大学、国立台北科技大学、国立成功大学、逢甲大学、国立雲林科技大学と「捷運工程実務」科目設置を盛り込んだ産官学連携の覚書を交わす[5]。
- 2018年6月1日 - 市政府の組織再編条例施行に伴い、4つの土木系工程処を第一区と第二区工程処に集約[6]。

## 組織
首長
- 局長
  - 副局長
    - 主任秘書
    - 総工程司

業務部門
- 総合計画処（綜合規劃處）
- 土木建築設計処
- 機電系統設計処
- 工務管理処
- 聯合開発処
- 品質保証処（品保処）
- 技術開発処
- 工程処（第一区工程処、第二区工程処、機電系統工程処）

事務部門（部に相当）
- 資産及び財務管理室
- 路権室
- 公共関係室
- 秘書室
- 人事室
- 政風室
- 会計室

### 工程処

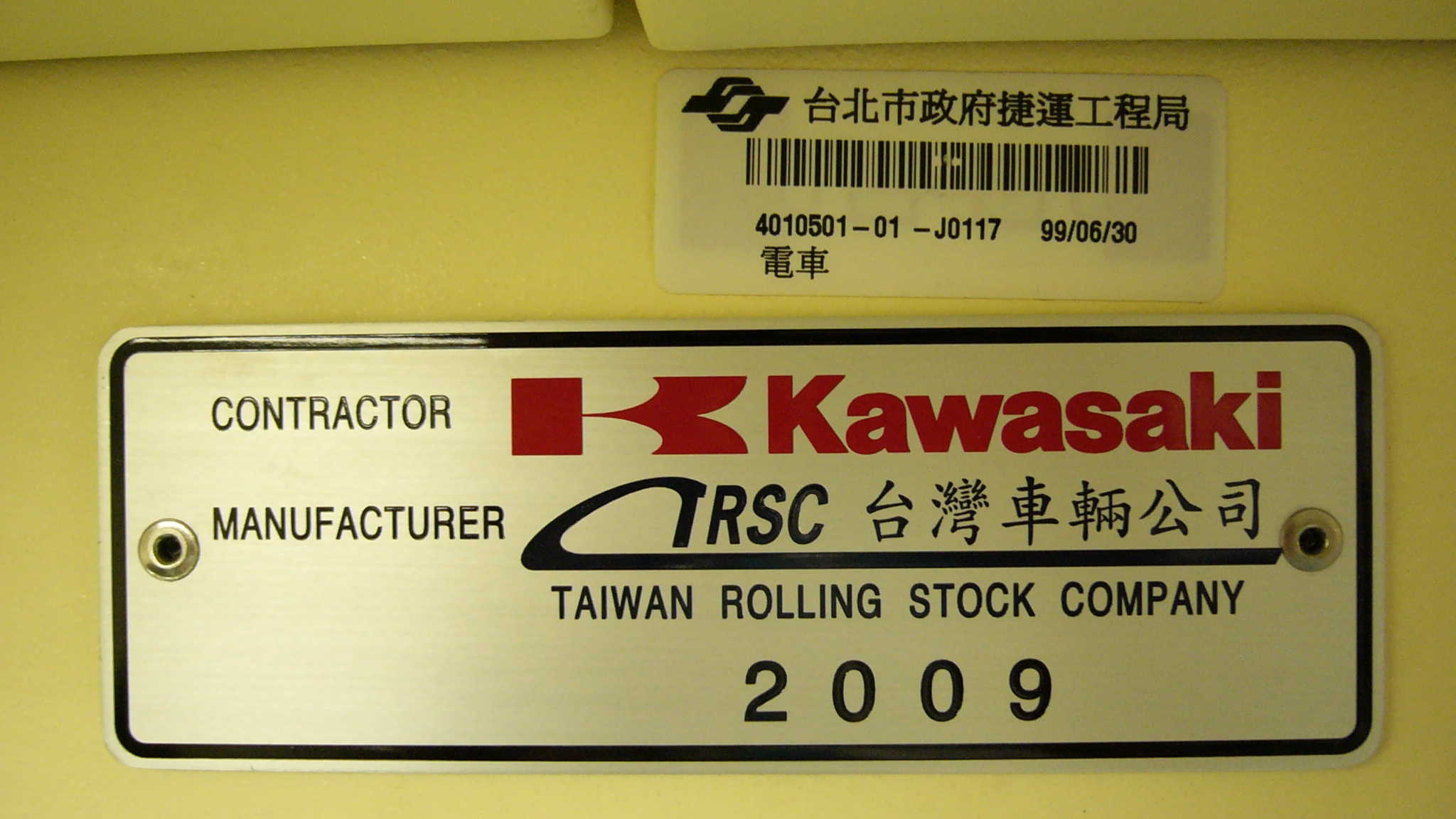
捷運局の資産管理番号が張られた371型電車の銘板部

台北市政府捷運工程局は2つの土木工程処と電機系統工程処に分かれている。各工程処の担当線区は以下の通り
| 処             | 処             | 担当線区 | 担当線区                                                     |
| 処             | 処             | 完工 | 事業中                                                       |
| -------------- | -------------- | --- | ------------------------------------------------------------ |
| 第一区         | （旧）北区     | 淡水線（淡水駅 - 台北車站駅） ■ 新北投支線 土城線（頂埔、永寧駅 - 海山駅） 新荘線（大橋頭駅 - 迴龍駅） 桃園機場捷運（三重駅 - 台北車站駅）【運営は桃園捷運公司】 環状線（板橋駅 - 新北産業園区駅） | 新荘線（新荘機廠）                                           |
| 第一区         | （旧）東区     | 文湖線 南港線（忠孝復興駅 - 南港展覧館駅） 環状線（板橋駅 - 大坪林駅） | ■ 万大線（中和駅 - 莒光駅）                                  |
| 第一区         | （旧）中区     | 南港線（忠孝復興駅 - 西門駅） 板橋線（西門駅 - 府中駅） 土城線（府中駅 - 亜東医院駅） |                                                              |
| 第二区         | （旧）中区     | 蘆洲線 松山線【開業済み】 小南門線 | ■ 台中捷運緑線【運営は台中捷運公司】                         |
| 第二区         | （旧）南区     | 淡水線（台北車站駅 - 中正紀念堂駅） 新店線 中和線 新荘線（古亭駅 - 大橋頭駅） ■ 小碧潭支線 | 信義線【象山駅以東建設中】 ■ 万大線（中正紀念堂駅 - 中和駅） |
| 機電系統工程処 | 機電系統工程処 | 信号システムや車両の仕様策定、入札管理を担当 | 信号システムや車両の仕様策定、入札管理を担当                 |